# Atlántida (Uruguai)
Atlántida é um balneário uruguaio do departamento de Canelones. 
É um dos principais balneários do país, situando-se no Rio da Prata, 45 quilômetros ao leste de Montevidéu e a 30 quilômetros do Aeroporto Internacional de Carrasco. É muito visitado por turistas argentinos e outros do interior do Uruguai, principalmente da classe média. Também chegam a suas costas alguns turistas brasileiros procedentes do Rio Grande do Sul. Destaca-se pela sua águia de pedra, pelas suas praias temperadas e pelos seus centros comerciais. 